# リンダ・グレイ
リンダ・アン・グレイ (Linda Ann Gray 1940年9月12日 - ) は、アメリカ合衆国の映画・舞台・テレビ女優、演出家、プロデューサー、モデル。CBSの連続テレビドラマ『ダラス』(1978年–1989年, 1991年, 2012年–2014年)でラリー・ハグマン演じるJ.R.・ユーイングの悩める妻スー・エレン・ユーイング役で最もよく知られる。1981年、スー・エレン役の演技でプライムタイム・エミー賞主演女優賞ドラマ・シリーズ部門の他、ゴールデングローブ賞に2回ノミネートされた。
1960年代、テレビ・コマーシャルで経歴を開始した。1970年代、数多くの連続テレビドラマに出演し、1978年に『ダラス』のスー・エレン・ユーイング役に配役された。1989年の『ダラス』降板後、1991年の映画『オスカー』でシルヴェスター・スタローンの相手役を演じた。1994年から1995年、FOXの連続テレビドラマ『Models Inc.』に主演し、『Moment of Truth: Why My Daughter?』(1993年)、 『Accidental Meeting』(1994年)などのテレビ映画にも主演した。『Dallas: J.R. Returns』(1996年)、『Dallas: War of the Ewings』(1998年)、TNTの続編『Dallas』(2012年–2014年)でスー・エレン役を再演した。
2001年、ロンドンのウェスト・エンドで『The Graduate』でミセス・ロビンソン役で主演し、翌2002年、ブロードウェイで再演した。2007年、ヨークのシアター・ロイヤルにて『Terms of Endearment』世界初演でオーロラ・グリーンウェイ役で主演し、全英ツアー公演を行なった。2014年に『ダラス』リバイバル版が打ち切りとなると、グレイは再び舞台に出演するようになり、『シンデレラ』ロンドン公演で魔法使い役を演じた。

## 経歴

### 生い立ち
1940年、カリフォルニア州サンタモニカにて誕生した。父レスリーが勤務していた時計店のあったカリフォルニア州カルバーシティで育った。
1960年代にモデルとなり、400近くのコマーシャルに出演し、1963年の映画『ヤムヤム・ガール』、『Palm Springs Weekend』で端役を演じることで女優業を開始した。
1970年代、本格的に女優業を始め、『Marcus Welby, M.D.』、『警部マクロード』、『華麗な探偵ピート&マック』など多くの連続テレビドラマにゲスト出演し、1974年にユニバーサル・スタジオと契約した。また『The Big Rip-Off』(1975年)、『Dogs』(1976年)などの映画にも出演した。1977年、シットコム『All That Glitters』でアメリカのテレビ史上レギュラーとして初のトランスジェンダー役であるファッション・モデルのリンダ・マークランド役に配役された。ソープオペラの様式を模倣していたが、わずか13週で打ち切りとなった。その後、1977年にテレビ映画『Murder in Peyton Place』で疑わしい妻のカーラ・コード役に配役された。

### 『ダラス』

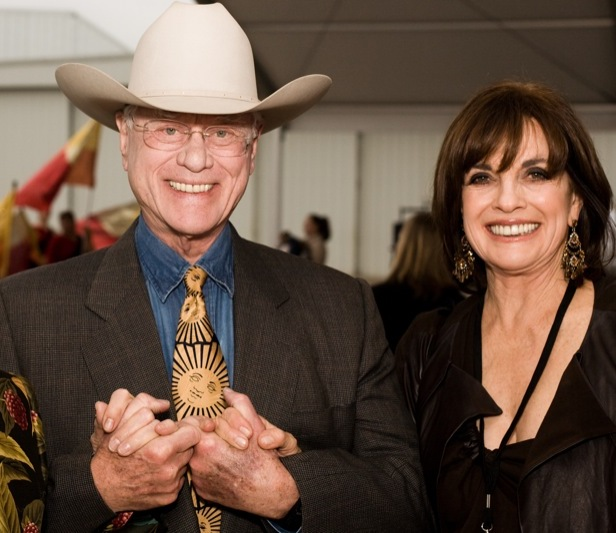
2009年、ラリー・ハグマンと共に

CBSの連続テレビドラマ『ダラス』(1978年–1989年, 1991年)でラリー・ハグマン演じるJ.R.・ユーイングの長年アルコール依存症を患う妻スー・エレン・ユーイング役でスターダムにのし上がった。シーズン1の5エピソードではゲスト出演の扱いであったが、1978年のシーズン2ではレギュラーとなり、1989年のシーズン12まで出演し続けた。スー・エレン役の演技はテレビ評論家から好評であった。『The Biography Channel』は「ウォッカを豪快に飲むスー・エレン・ユーイングが『ダイナスティ』よりだいぶ前に肩パットを付けてJ.R.・ユーイングの悪行に悲しみ、常に涙を流しながらサウスフォーク・レンチの周りをふらついていたことが忘れられない」と語った。『The Boulevard』は「2009年、プライムタイム・ドラマ『ダラス』最終回から17年が経つが、ユーイング家の思い出はまだ残っている。不正行為や裏切り、嘘、強欲、浮気、そしてスキャンダル、全てがサウスフォーク・レンチの日常の一部であった。その全ての中心に、我々の好きなユーイング家の1人がいた。我々には助けることができなかったが、次々に降りかかる試練を飲んでは寝て乗り切る彼女を毎週応援していた。これはもちろん、女好きで悪党のJ.R.・ユーイングの、元ミス・テキサスでトロフィーワイフで苦悩し時々悪巧みもするスー・エレン・シェパード・ユーイングは女優リンダ・グレイにより完璧に演じられた」と語った。『ダラス』のスー・エレン役の演技によりゴールデングローブ賞テレビドラマ主演女優賞、プライムタイム・エミー賞テレビドラマ主演女優賞にノミネートされた。ドイツのバンビ賞、イタリアのIl Gatoなど数多くの国際的な賞を受賞し、1982年、ハリウッド・ラジオ・テレビ・ソサエティよりウーマン・オブ・ザ・イヤーに選ばれた。

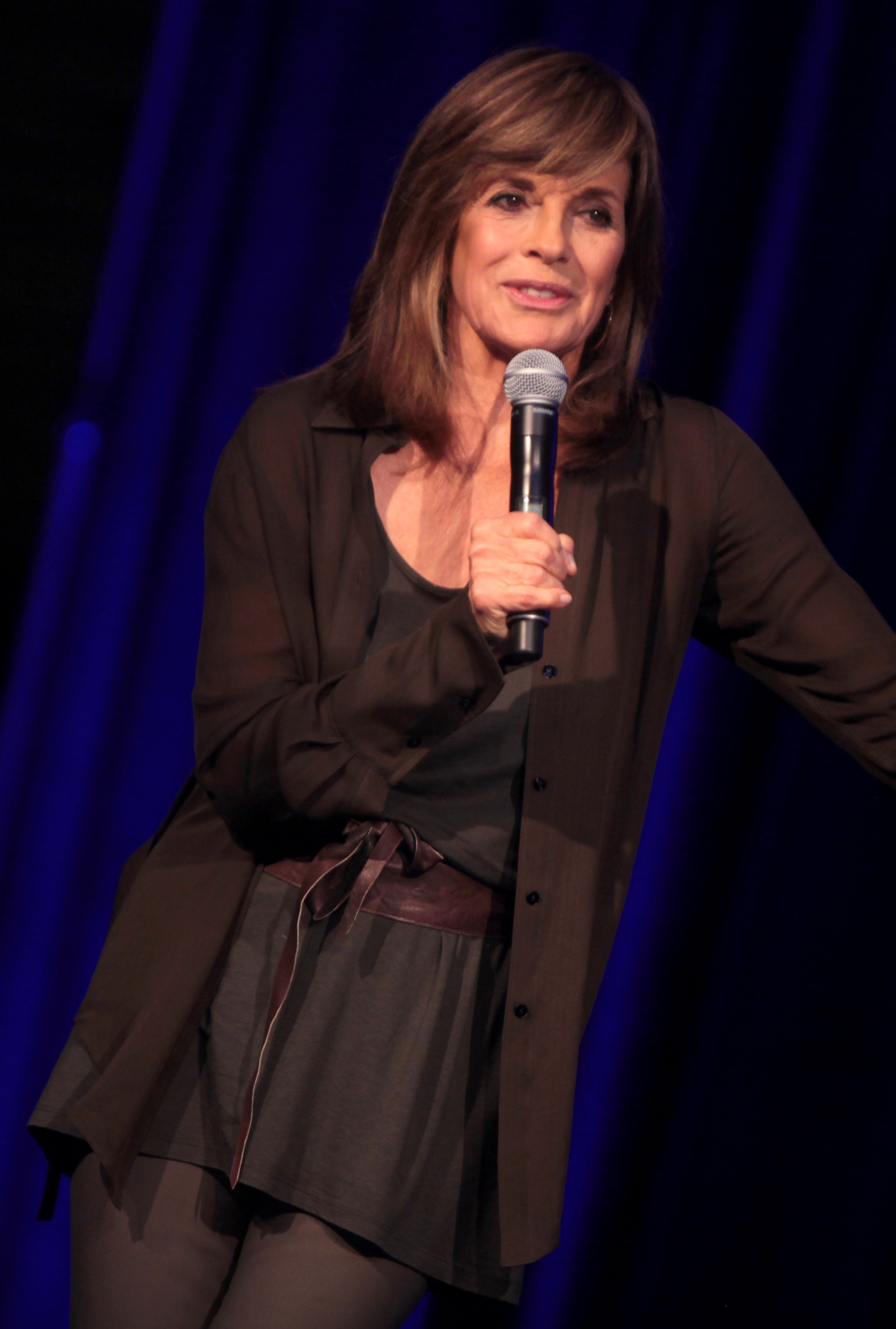
2014年、Arizona Ultimate Women's Expo

### 『ダラス』以降
1991年、コメディ映画『オスカー』でシルヴェスター・スタローンと共演した。その後、『ダラス』終盤で相手役となったイアン・マクシェーンが主演するイギリスのドラマ『Lovejoy』にゲスト出演した。また、ボブ・ニューハートと共演した『The Entertainers』(1991年)の他、『Bonanza: The Return』(1993年)、『Moment of Truth: Why My Daughter』(1993年)、『Accidental Meeting』(1994年)など複数のテレビ映画で主演した。
1994年、FOXのプライムタイム・ソープオペラ『メルローズ・プレイス』にアマンダ・ウッドワード(ヘザー・ロックリア)の母ヒラリー・マイケルズ役で複数回ゲスト出演した。スピンオフの『Models Inc.』でも、モデル事務所を経営するヒラリー役を演じたが、1シーズンで打ち切りとなった。『ダラス』再会番組『Dallas: J.R. Returns』(1996年)、『Dallas: War of the Ewings』(1998年)に出演したが、それ以降、映画にもテレビにも出演しなかった。

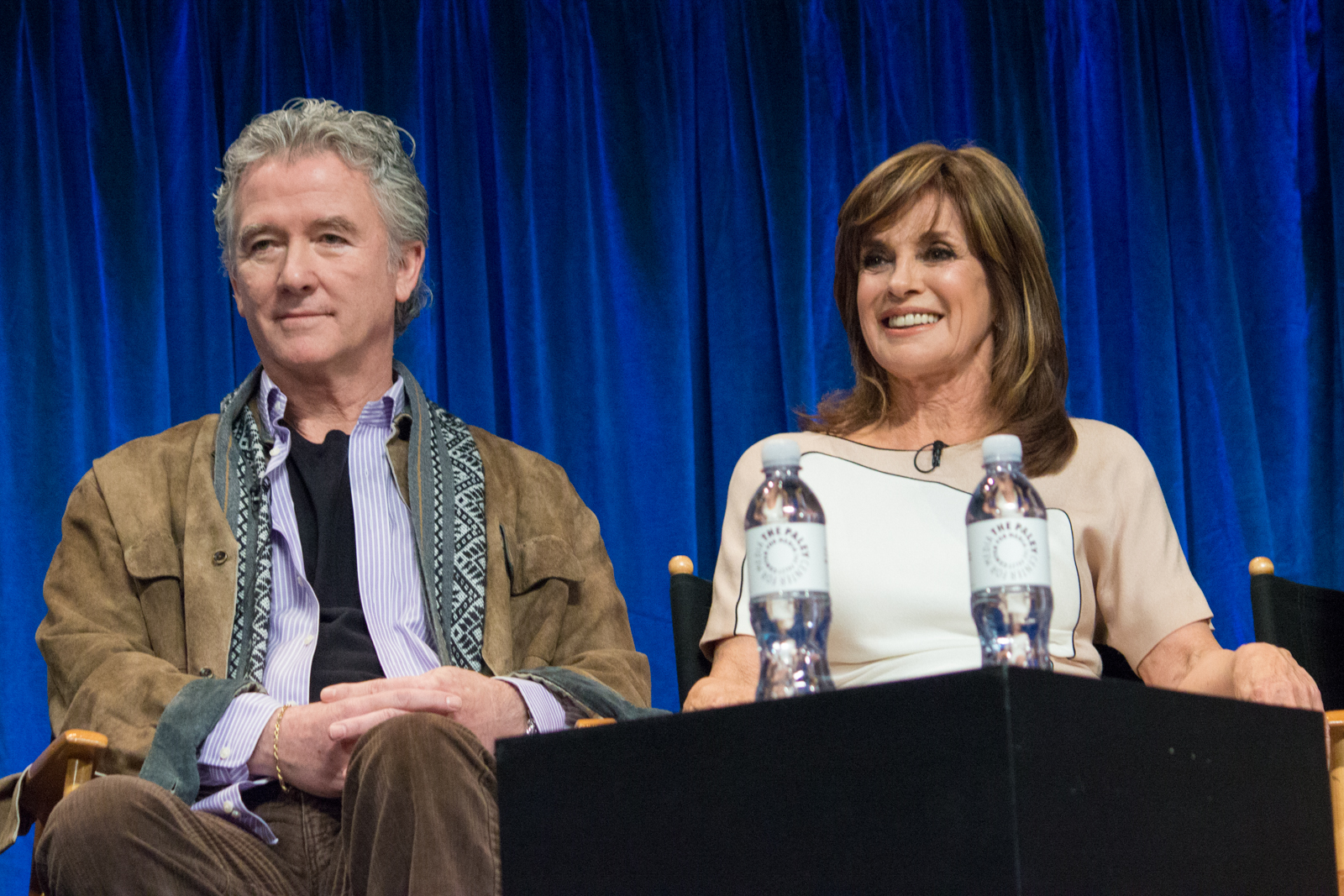
2013年、『ダラス』2012年版のフォーラムにてパトリック・ダフィと共に

2001年、ウェスト・エンドにてチャールズ・ウェブ作『卒業』のミセス・ロビンソン役を演じた。1967年、映画『卒業』でダスティン・ホフマン演じるベンジャミンが魅了されるアン・バンクロフト演じるミセス・ロビンソンとの脚のシーンのボディダブルを行なっていたが、この舞台では最初から最後までミセス・ロビンソン役を演じた。2002年9月の短期間、ブロードウェイにてキャスリーン・ターナーの代役でミセス・ロビンソン役を演じた。戯曲『Murder in the First』で演出家デビューした。また『Terms of Endearment』、『ヴァギナ・モノローグス』、『Agnes of God』、『ラヴ・レターズ』などの舞台に出演している。

### 近年の活動
2004年、CBSの昼ドラ『ザ・ボールド・アンド・ザ・ビューティフル』にプリシラ・ケリー役で5エピソードにゲスト出演することでテレビに復帰した。『Expecting Mary 』(2010年)、『The Flight of the Swan』(2011年)、『Hidden Moon』(2012年)など複数のインディペンデント映画にも出演し、数々の賞を受賞した『Reflections of a Life』(2006年)では乳癌治療中の女性の親友役を演じた。
2008年、『メルローズ・プレイス』における『Models Inc.』のような『ビバリーヒルズ高校白書』のスピンオフでCWの連続テレビドラマ『新ビバリーヒルズ青春白書』の5シーズン中3シーズンに出演した。
2012年、『ダラス』続編となるTNTの連続テレビドラマ『ダラス』2012年版で再びスー・エレン・ユーイング役を演じた。2013年、『ガーディアン』誌が選ぶ50代以上のベスト・ドレッサー50名にランクインした。2013年4月、『ピープル』誌の最も美しい女性リストにランクインした。
2014年のクリスマス、ロンドンにて『シンデレラ』の魔法使い役でパントマイムを披露した。2015年、ホールマーク・チャンネルのテレビ映画『A Perfect Wedding』に主演し、CWの夏のコメディ・シリーズ『Significant Mother』で祖母役を演じた。ソープオペラ・ウェブシリーズ『Winterthorne』でジョアンナ・ウィンターソーン役を演じた。

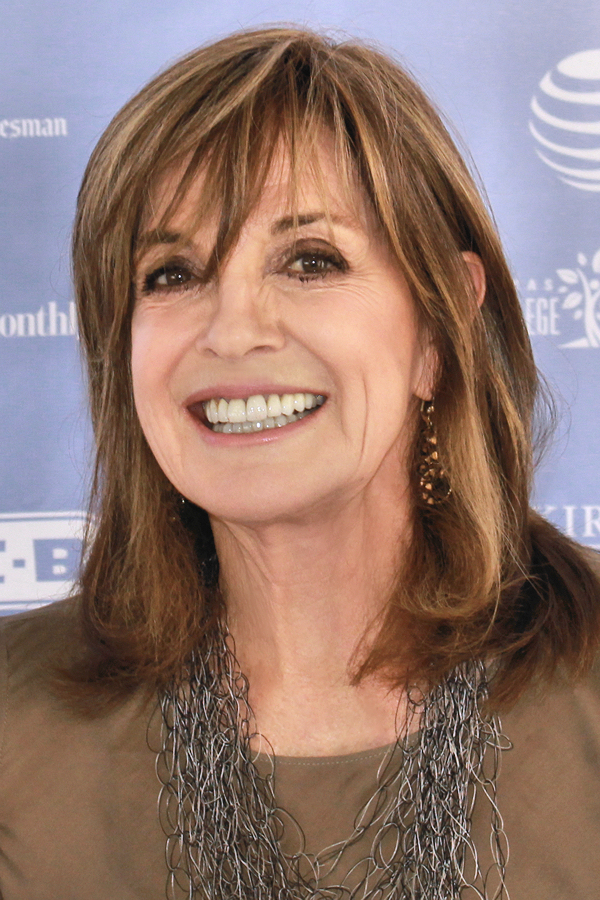
2015年、テキサス・ブック・フェスティバル

2016年8月17日、イギリスのチャンネル4のソープオペラ『Hollyoaks』でリゼット・アンソニー演じる新しい登場人物マーニー・ナイチンゲールの母タビサ・マクスウェル・ブラウン役に配役されたことが発表された。2016年11月15日から22日まで登場したが、より長い期間出演する契約を結んだ。
2017年、Amazonスタジオの連続ドラマ『Hand of God』でロン・パールマンとダナ・デラニーと共演した。

## 私生活
1962年から1983年、芸術監督および写真家で1960年代から1970年代まで多くの著名なアルバム・ジャケットを手掛けたエド・スラッシャーと結婚していた。息子ジェフ・スラッシャーと、『ダラス』オリジナル版の多くのエピソードに出演した娘キーリー・スローンがいる。2020年11月、息子のジェフが白血病で亡くなった。娘キーリー・スローンに孫息子ライダーとジャックがいる。1989年、妹ベティが43歳で乳癌により亡くなった。『地上最強の美女バイオニック・ジェミー』で最もよく知られる女優リンゼイ・ワグナーは元夫を通じて姪に当たる。カリフォルニア州ロサンゼルスに居住している。

## フィルモグラフィ

### 映画
| 年   | 題 | 役                                | 特記            |
| ---- | --- | --------------------------------- | --------------- |
| 1963 | Palm Springs Weekend | Girl at Pool with Yellow Swimsuit | Uncredited      |
| 1967 | 卒業 The Graduate | Cover poster leg model            | Uncredited      |
| 1975 | The Big Rip-Off |                                   | Television film |
| 1976 | Dogs | Miss Engle                        |                 |
| 1977 | Murder in Peyton Place | Carla Cord                        | Television film |
| 1978 | The Grass Is Always Greener Over the Septic Tank | Leslie Corliss                    | Television film |
| 1979 | The Two Worlds of Jennie Logan | Elizabeth Harrington              | Television film |
| 1980 | Haywire | Nan                               | Television film |
| 1980 | The Wild and the Free | Linda                             | Television film |
| 1982 | Not in Front of the Children | Nancy Carruthers                  | Television film |
| 1987 | ザ・ギャンブラー (テレビ映画)#ケニー・ロジャース・アズ・ザ・ギャンブラー パートIII ザ・レジェンド・コンティニューズ （1987） The Gambler III: The Legend Continues | Mary Collins                      | Television film |
| 1991 | The Entertainers | Laura                             |                 |
| 1991 | オスカー Oscar | Roxanne                           |                 |
| 1992 | Highway Heartbreaker | Catherine                         | Television film |
| 1993 | Moment of Truth: Why My Daughter? | Gayle Moffitt                     | Television film |
| 1993 | Bonanza: The Return | Abigail 'Laredo' Stimmons         | Television film |
| 1994 | To My Daughter with Love | Eleanor Monroe                    | Television film |
| 1994 | Accidental Meeting | Jennifer Parris                   | Television film |
| 1994 | Moment of Truth: Broken Pledges | Eileen Stevens                    | Television film |
| 1996 | Dallas: J.R. Returns | Sue Ellen Ewing                   | Television film |
| 1997 | When the Cradle Falls | Helen Sawyer                      | Television film |
| 1998 | Dallas: War of the Ewings | Sue Ellen Ewing                   | Television film |
| 1998 | Star of Jaipur | Linda Trask                       |                 |
| 2005 | McBride: It's Murder, Madam | Victoria Sawyer                   | Television film |
| 2006 | Reflections of a Life | Linda                             | Short film      |
| 2010 | Expecting Mary | Darnella                          |                 |
| 2011 | The Flight of the Swan | Alexi's mother                    |                 |
| 2012 | Hidden Moon | Eva Brighton                      |                 |
| 2015 | Perfect Match | Gabby                             | Television film |
| 2016 | Wally's Will | Wally                             | Short film      |
| 2019 | Prescience | Kathlyn Smith                     |                 |
| 2019 | Grand-Daddy Day Care | Blanche                           |                 |

### テレビ
| 年              | 題                                                                  | 役                        | 特記                                                                      |
| --------------- | ------------------------------------------------------------------- | ------------------------- | ------------------------------------------------------------------------- |
| 1974            | Marcus Welby, M.D.                                                  | Patsy Grey                | Episode: "The Resident"                                                   |
| 1976            | 警部マクロード McCloud                                              | Cindy Yates/Kate O'Hannah | Episodes: "Our Man in the Harem" and "Twas the Fight Before Christmas..." |
| 1977            | 華麗な探偵ピート&マック Switch                                      | Alison                    | Episode: "Camera Angles"                                                  |
| 1977            | All That Glitters                                                   | Linda Murkland            | Series regular, 65 episodes                                               |
| 1977            | Big Hawaii                                                          | Annie Quinlan             | Episode: "Pipeline"                                                       |
| 1976–1978       | エマージェンシー! Emergency!                                        | Evelyn Davis/Judy         | Episodes: "That Time of Year" and "The Steel Inferno"                     |
| 1978–1989, 1991 | ダラス Dallas                                                       | Sue Ellen Ewing           | Series regular, 308 episodes                                              |
| 1991            | Lovejoy                                                             | Cassandra Lynch           | Episodes: "Riding in Rollers" and "The Black Virgin of Vladimir"          |
| 1994            | メルローズ・プレイス Melrose Place                                  | Hillary Michaels          | Special guest star, 4 episodes                                            |
| 1994            | Mighty Max                                                          | Kali (voice)              | Episode: "Good Golly Ms. Kali"                                            |
| 1994–1995       | Models Inc.                                                         | Hillary Michaels          | Series regular, 29 episodes                                               |
| 1996            | Touched by an Angel                                                 | Marian Campbell           | Episode: "The Portrait of Mrs. Campbell"                                  |
| 2004–2005       | ザ・ボールド・アンド・ザ・ビューティフル The Bold and the Beautiful | Priscilla Kelly           | Special guest star, 5 episodes                                            |
| 2006            | 恋するアンカーウーマン Pepper Dennis                                | Barbara Meryl             | Episode: "Heiress Bridenapped: Film at Eleven"                            |
| 2008            | 新ビバリーヒルズ青春白書 90210                                      | Victoria Brewer           | Episode: "The Jet Set"                                                    |
| 2012–2014       | Dallas                                                              | Sue Ellen Ewing           | Series regular, 40 episodes                                               |
| 2015            | Significant Mother                                                  | Gammy                     | Episode: "Suffering & Succotash"                                          |
| 2015            | Winterthorne                                                        | Joanna Winterthorne       | Special guest star, 4 episodes                                            |
| 2016–2017       | Hollyoaks                                                           | Tabitha Maxwell-Brown     | Recurring role, 5 episodes                                                |
| 2017            | Hand of God                                                         | Aunt Val                  | Recurring role, 3 episodes                                                |
| 2018            | Hilton Head Island                                                  | Eloise Beckenridge        | Recurring role, 5 episodes                                                |
| 2022            | Tara Tremendous                                                     | Dr. Sabine Montgomery     | Voice role, 1 episode                                                     |

## 受賞歴
| 年   | 賞                                          | 部門                                           | 作品   | 結果       |
| ---- | ------------------------------------------- | ---------------------------------------------- | ------ | ---------- |
| 1981 | ゴールデングローブ賞                        | テレビドラマ主演女優賞                         | ダラス | ノミネート |
| 1981 | エミー賞                                    | プライムタイム・エミー賞テレビドラマ主演女優賞 | ダラス | ノミネート |
| 1981 | Il Gato                                     | テレビドラマ主演女優賞                         | ダラス | 受賞       |
| 1982 | ゴールデングローブ賞                        | テレビドラマ主演女優賞                         | ダラス | ノミネート |
| 1982 | バンビ賞                                    | 海外作品主演女優賞                             | ダラス | 受賞       |
| 1983 | ハリウッド・ラジオ&テレビジョン・ソサエティ | ウーマン・オブ・ザ・イヤー                     | ダラス | 受賞       |
| 1986 | Soap Opera Digest Award                     | プライムタイム・シリーズ主演女優賞             | ダラス | ノミネート |
| 1986 | Soap Opera Digest Award                     | プライムタイム・シリーズ・カップル賞           | ダラス | ノミネート |
| 1986 | Soap Opera Digest Award                     | プライムタイム主演女優賞                       | ダラス | ノミネート |
| 1986 | Soap Opera Digest Award                     | プライムタイム・シリーズ・カップル賞           | ダラス | ノミネート |
| 2006 | TV Land Award                               | ポップ・カルチャー賞                           | ダラス | 受賞       |
| 2014 | USA Film Festival Award                     | 特別賞                                         |        | 受賞       |